# CFR série 69
La  CFR série 69  est une locomotive diesel produite par FAUR en Roumanie de 1975 à 1977 pour les Chemins de fer roumains . La locomotive est produite  aux usines de la FAUR à Bucarest  avec un moteur Sulzer de type 6LDA28B de 930 kW, capable de 100 km/h. Similaire à la Classe 69, les unités avec les numéros 69-....-. sont équipés de deux compresseurs d'air. Les unités avec les numéros 73-....-. sont équipés d'un générateur de chauffage à vapeur .